# Arie Luyendyk
Arie Luyendyk, właśc. Arie Luijendijk (ur. 21 września 1953 roku w Sommelsdijk) – holenderski kierowca wyścigowy.

## Początek kariery
Karierę rozpoczął na początku lat 70. XX wieku. Pierwszy poważny sukces zanotował w 1973 roku, zostając mistrzem kraju w Formule Ford. Dwa lata później wywalczył tytuł mistrza Europy Formuły Ford. W 1977 roku został mistrzem Europy Formuły Super Vee, a po nieudanej przygodzie z Formułą 3 postanowił wyjechać do Stanów Zjednoczonych, gdzie ponownie okazał się najlepszy w serii Super Vee. W 1983 roku zamieszkał w tym kraju na stałe, obierając sobie za cel starty w IndyCar. Te plany mógł zrealizować dzięki wsparciu koncernu Provimi Veal.

## CART

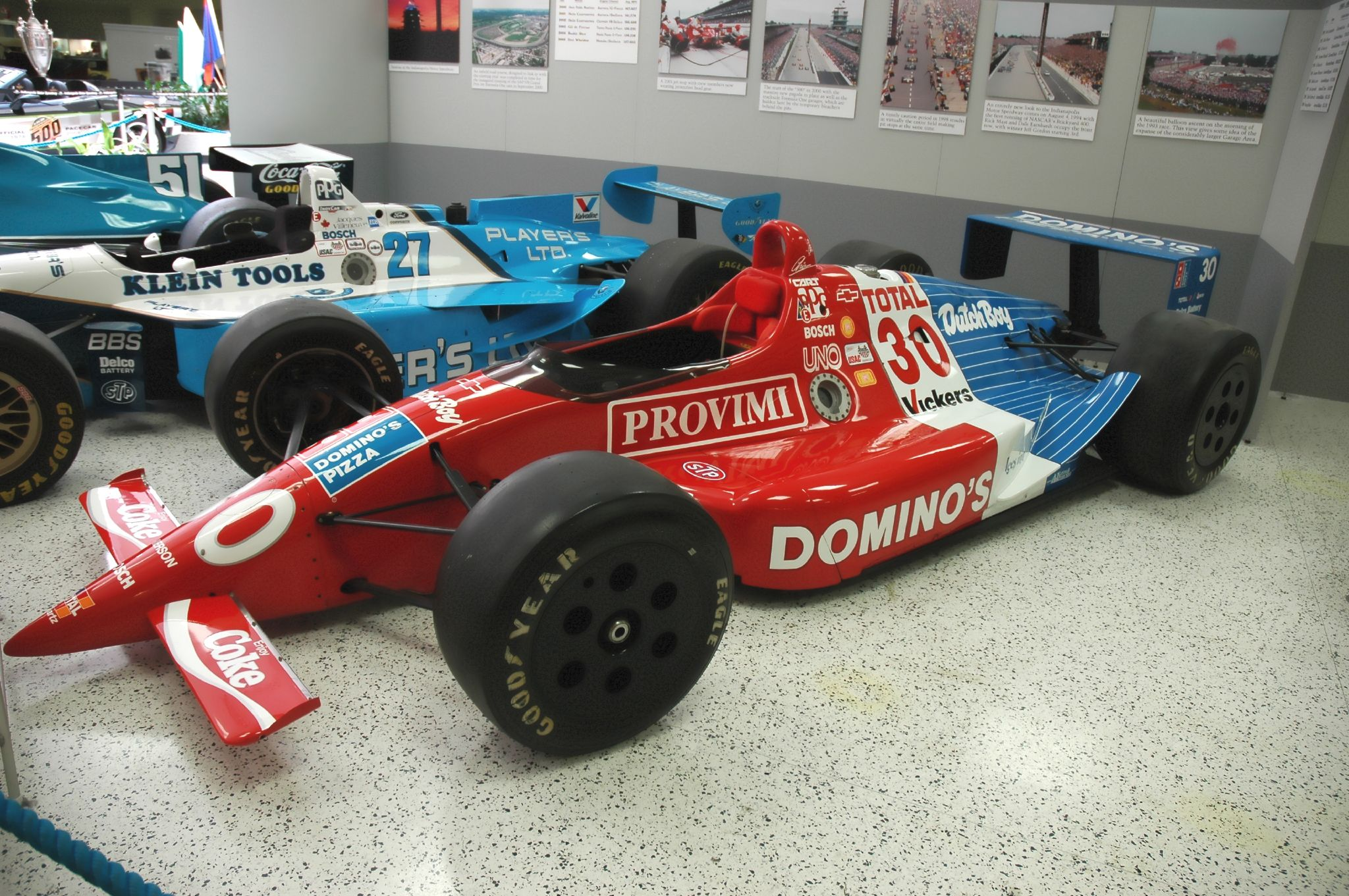
Lola-Chevrolet, na której Luyendyk wygrał Indianapolis 500 w 1990 roku

W sezonie 1984 wziął udział tylko w jednym wyścigu, na torze Road America, gdzie zajął wysokie ósme miejsce. W latach 1985–1994 zaliczył pełny program startów. W tym okresie odniósł trzy zwycięstwa; swoje pierwsze zanotował w słynnym klasyku Indianapolis 500 w 1990 roku, reprezentując barwy zespołu Douga Shiersona (samochód na zdjęciu). Osiągnął wówczas najwyższą średnią prędkość w historii tego wyścigu (299,307 km/h). Do dziś ten rekord nie został pobity.
Dwa pozostałe zwycięstwa Luyendyk odniósł w sezonie 1991 na krótkich, jednomilowych torach owalnych w Phoenix i Nazareth.
W sezonie 1995 nie miał stałej posady w CART i wziął udział tylko w dwóch wyścigach. Wkrótce potem przeniósł się do nowo powstałej serii Indy Racing League, gdzie startował do końca kariery z jednym wyjątkiem. W 1997 roku zastąpił kontuzjowanego Alexa Zanardiego w wyścigu na torze Fontana.

## Indy Racing League
W latach 1996–1999 startował w barwach Treadway Racing, odnosząc cztery zwycięstwa. Wśród nich, w 1997 roku, znalazł się drugi sukces w Indianapolis 500. Ostatni pełny sezon startów zaliczył w 1998 roku, choć później jeszcze trzykrotnie startował w Indianapolis 500 (1999, 2001, 2002).
Łącznie, oprócz dwóch zwycięstw w Indianapolis 500, trzy razy startował w tym wyścigu z pole position. W 1999 roku miał szansę na trzecie zwycięstwo, lecz zderzył się z dublowanym kierowcą.

## Życie prywatne
Arie Luyendyk jest żonaty z Mieke. Para ma czworo dzieci (trzech synów: Arie Juniora, Aleca, Lucę oraz córkę Maidę). Jeden z synów, Arie Junior również jest kierowcą wyścigowym. Rodzina mieszka w Scottsdale w stanie Arizona.

## Starty w Indianapolis 500
| Rok  | Nadwozie | Silnik         | Start | Wynik | Uwagi                  |
| ---- | -------- | -------------- | ----- | ----- | ---------------------- |
| 1985 | Lola     | Cosworth       | 20    | 7     |                        |
| 1986 | Lola     | Cosworth       | 19    | 15    | Wypadek                |
| 1987 | March    | Cosworth       | 7     | 18    | Awaria zawieszenia     |
| 1988 | Lola     | Cosworth       | 6     | 10    |                        |
| 1989 | Lola     | Cosworth       | 15    | 21    | Awaria silnika         |
| 1990 | Lola     | Chevrolet      | 3     | 1     |                        |
| 1991 | Lola     | Chevrolet      | 14    | 3     |                        |
| 1992 | Lola     | Cosworth–Ford  | 4     | 15    | Wypadek                |
| 1993 | Lola     | Cosworth–Ford  | 1     | 2     |                        |
| 1994 | Lola     | Ilmor-Mercedes | 8     | 18    | Awaria silnika         |
| 1995 | Lola     | Menard-Buick   | 2     | 7     |                        |
| 1996 | Lola     | Cosworth–Ford  | 20    | 16    | Uszkodzenia po wypadku |
| 1997 | G-Force  | Oldsmobile     | 1     | 1     |                        |
| 1998 | G-Force  | Oldsmobile     | 28    | 20    | Awaria skrzyni biegów  |
| 1999 | G-Force  | Oldsmobile     | 1     | 22    | Wypadek                |
| 2001 | G-Force  | Oldsmobile     | 6     | 13    |                        |
| 2002 | G-Force  | Chevrolet      | 24    | 14    |                        |